# Impasse Saint-François
L'impasse Saint-François est une voie située dans le quartier de Clignancourt du 18e arrondissement de Paris.

## Origine du nom

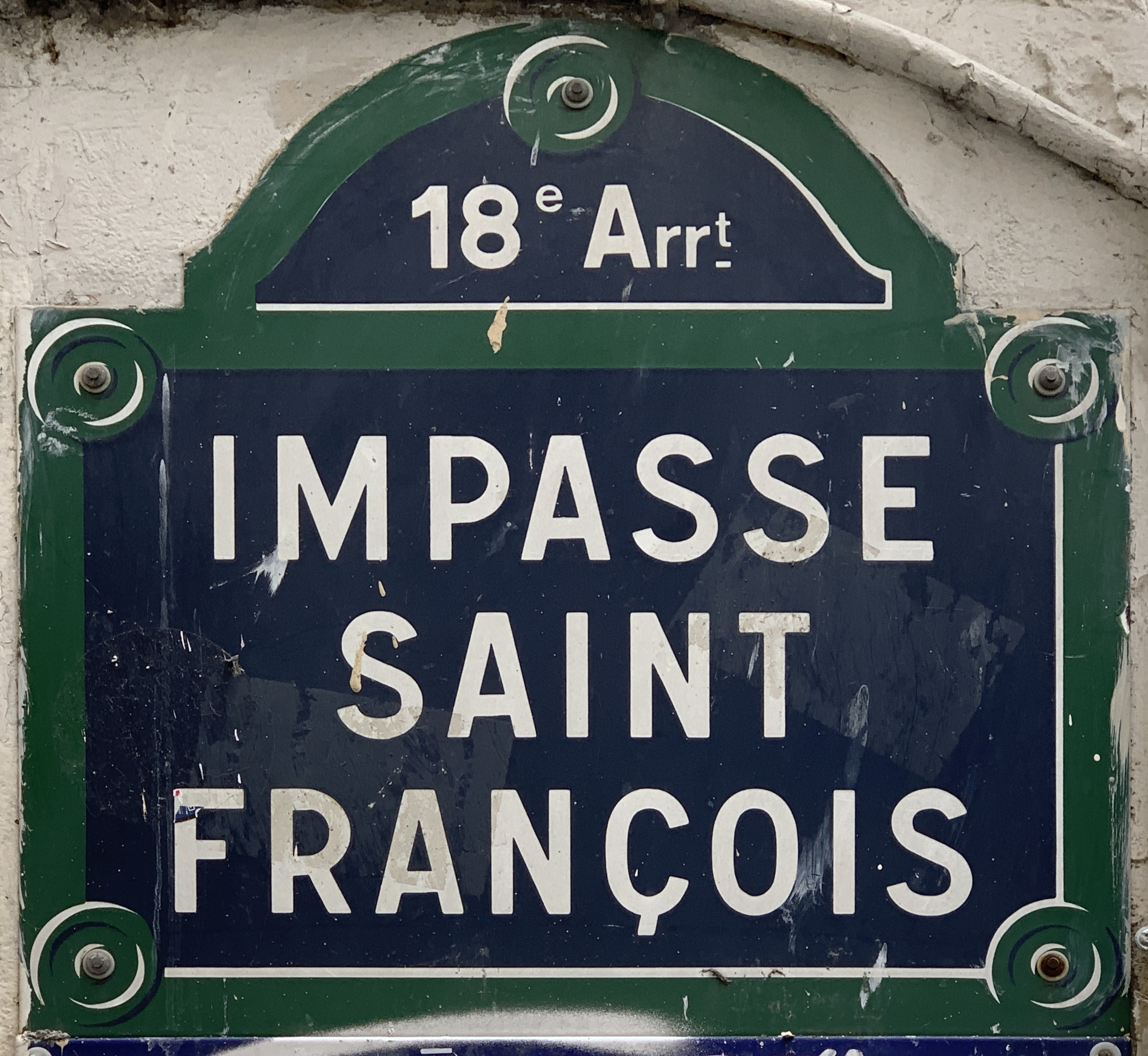
Plaque de l'impasse.

Cette voie prend le nom d'un propriétaire local.

## Historique
Située sur l'ancienne commune de Montmartre, cette voie ouverte en 1855 est amputée, en 1953, de sa portion située au-delà de la rue Letort qui devient l'impasse Sainte-Henriette.

## Bâtiments remarquables et lieux de mémoire
- Le célèbre gangster Jacques Mesrine y a eu une de ses planques au no 7 à la fin des années 1970.

- Le film "Mesrine" de André Génovès tourné en 1984 comporte des scènes qui ont été tourné au no 5. Les propriétaires de l'appartement de Mesrine au no 7 ayant refusé l'accès à l'équipe de tournage qui a alors demandé à la propriétaire de l'appartement au 5 l'autorisation d'y tourner quelques scènes.